# Epiamomum pungens
Epiamomum pungens là một loài thực vật có hoa trong họ Gừng. Loài này được Rosemary Margaret Smith mô tả khoa học đầu tiên năm 1985 dưới danh pháp Amomum pungens. Năm 2018, Axel Dalberg Poulsen và Jana Leong-Škorničková chuyển nó sang chi mới được mô tả là Epiamomum.

## Phân bố
Plants of the World Online cho rằng loài này có ở Borneo (Sarawak).